# Pagon
Pagon je priimek več znanih Slovencev:
- Aleš Pagon (*1966), kolesar
- Andrej Pagon - Ogarev (1907—1994), novinar in publicist
- Anton Pagon (1790—?), učitelj, surdopedagog (za gluhoneme)
- Dušan Pagon (*1955), matematik, univ. profesor
- Janko Pagon (1922—1985), cerkljanski kulturnik, alpinist...
- Milan Pagon (*1957), kriminolog, strok.za policijski menedžment, univ. profesor
- Neda Pagon (1941—2020), sociologinja, zgodovinarka, publicistka, prevajalka, urednica
- Nives Pagon, biologinja, zooekologinja
- Polona Pagon (*1976), geografinja
- Saša Pagon, tajnica in urednica založbe ICK (Inšittut za civilizacijo in kulturo) oz. zbirke Studia humanitatis
- Žiga Pagon (*1986), sankač